# Chemazé
Chemazé é uma comuna francesa na região administrativa da Pays de la Loire, no departamento de Mayenne. Estende-se por uma área de 38,54 km². Em 2010 a comuna tinha 1 405 habitantes (densidade: 36,5 hab./km²).